# 无齿毛蕊茶
无齿毛蕊茶（学名：Camellia edentata）是山茶科山茶属的植物，为中国的特有植物。分布于中国大陆的广西等地，生长于海拔1,350米的地区，一般生长在常绿林，目前尚未由人工引种栽培。